# Maximilian May
Maximilian May (* 6. Oktober 1988 in Arnstadt) ist ein ehemaliger deutscher Radrennfahrer.
Maximilian May fuhr 2007 als Stagiaire beim Thüringer Energie Team und erhielt dort für einen regulären Vertrag für die folgende Saison. Auch sein Zwillingsbruder Sebastian May begann dort 2008 seine Karriere. In seinem zweiten Jahr bei der Mannschaft belegte Maximilian May den neunten Platz bei dem tschechischen Eintagesrennen Praha-Karlovy Vary-Praha. In der Saison 2010 gewann er die vierte Etappe beim FBD Insurance Rás und wurde Zehnter der Gesamtwertung. Außerdem gewann er den U23-Titel bei den Deutschen Bergmeisterschaften.
Zum Ende der Saison 2010 beendete May seine aktive Radsport-Karriere, da er keinen Vertrag mit einem Profiteam bekam. Er begann eine Ausbildung zum Sportassistenten an der Sportakademie des Landessportbundes Thüringen und brachte seine Erfahrungen unter anderem beim Rennen Rund um die Hainleite sowie bei der Thüringen-Rundfahrt ein.

## Erfolge
2010
- eine Etappe FBD Insurance Rás
- Deutscher U23-Bergmeister